# Kaletnik

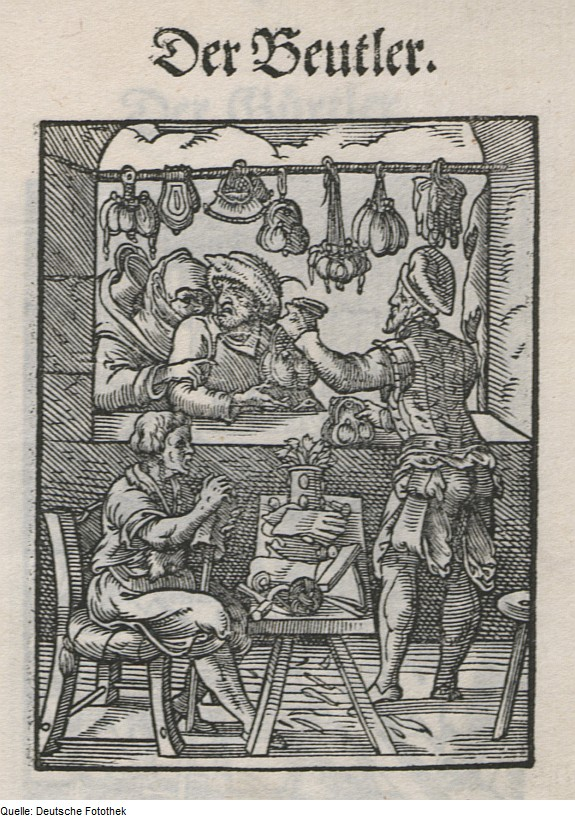
Kaletnik – XVI w.

Kaletnik – rzemieślnik wykonujący skórzane: torby, paski, portfele, portmonetki, kalety itp. Cech kaletników jest wymieniany jako jeden z ponad sześćdziesięciu cechów obecnych w Poznaniu w XVI w.